# Pierse Long
Pierse Long (* 1739 in Portsmouth, New Hampshire Colony; † 13. April 1789 ebenda) war ein US-amerikanischer Politiker. In den Jahren 1785 und 1786 war er Delegierter für New Hampshire im Kontinentalkongress.

## Werdegang
Pierse Long besuchte die öffentlichen Schulen seiner Heimat. Anschließend arbeitete er im Handel. In den 1770er Jahren schloss er sich der Revolutionsbewegung an. Im Jahr 1775 war er Delegierter auf dem Provincial Congress of New Hampshire. Während des Unabhängigkeitskrieges war er Oberst und dann Brevet-Brigadegeneral in einer Einheit aus New Hampshire. In den Jahren 1785 und 1786 vertrat er seinen Staat im Kontinentalkongress. Von 1786 bis 1789 bekleidete er das Amt des State Councilor. 1788 gehörte er der Versammlung an, die die Verfassung der Vereinigten Staaten für New Hampshire ratifizierte. Anfang 1789 wurde Pierse Long zum Leiter der Bundeszollbehörde im Hafen von Portsmouth ernannt. Dieses Amt konnte er aber gesundheitlichen Gründen nicht mehr antreten. Er starb am 13. April desselben Jahres.